# Phelsuma nigristriata
Phelsuma nigristriata este o specie de șopârle din genul Phelsuma, familia Gekkonidae, descrisă de Meier 1984. A fost clasificată de IUCN ca specie vulnerabilă. Conform Catalogue of Life specia Phelsuma nigristriata nu are subspecii cunoscute.

## Galerie

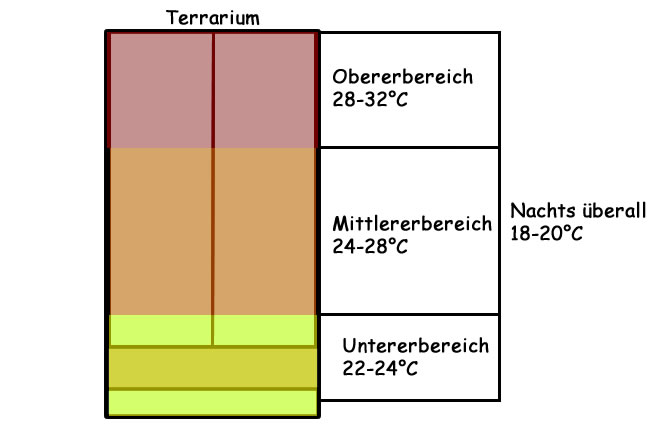
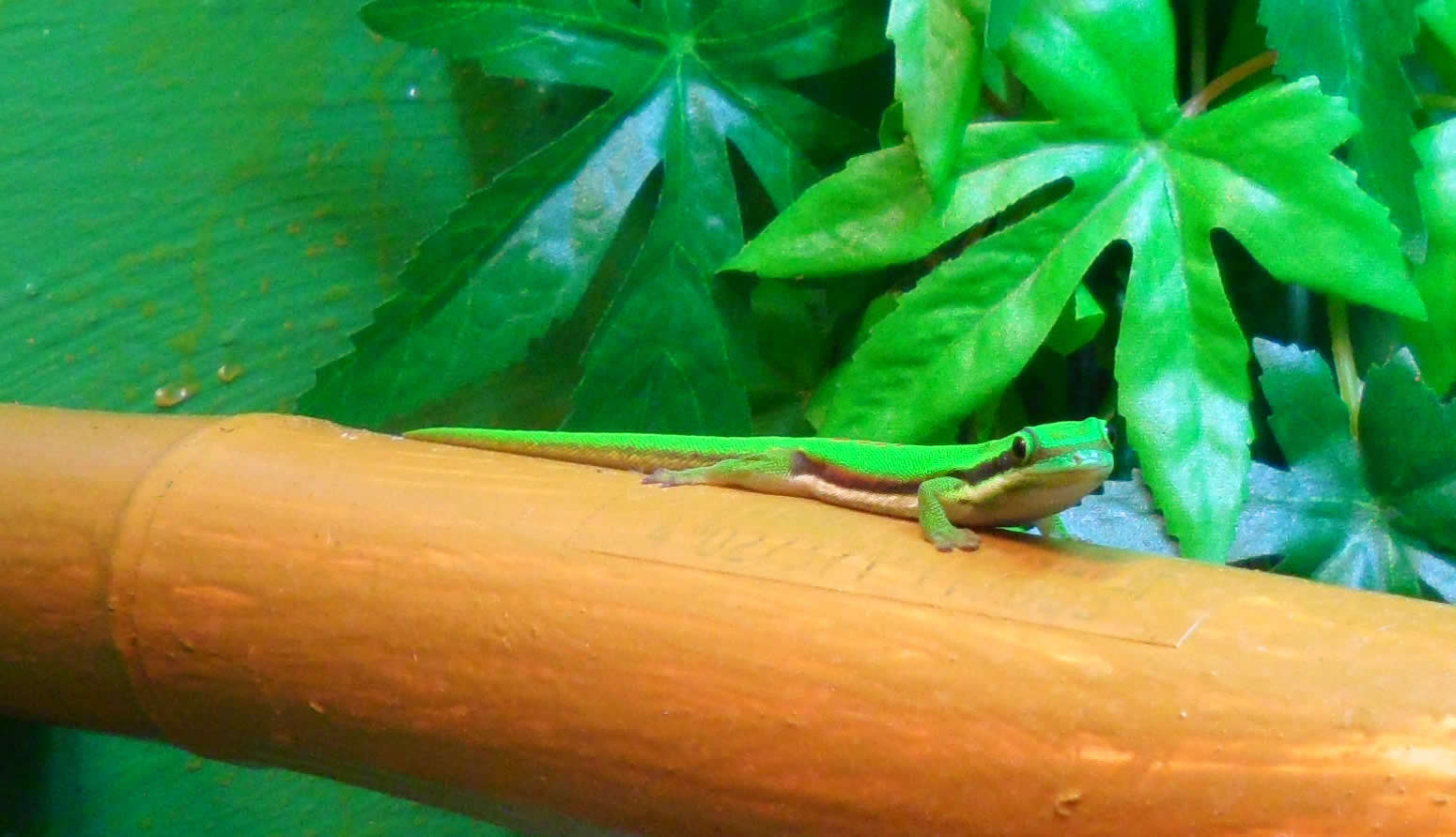